# Campo de Luna
Campo de Luna fue una localidad española de la provincia de León situada en el kilómetro 20 de la carretera comarcal C-623, de La Magdalena a Belmonte, que desapareció a finales de 1955 bajo las aguas del embalse de Barrios de Luna. Su disolución como entidad local fue autorizada el 7 de marzo de 1958 mediante decreto publicado en el BOE el día 25 de ese mes.

## Toponimia
Es posible que el nombre de la localidad tenga origen prerromano o romano.
En el primer caso, el nombre estaría relacionado con el radical prerromano kam- o kamp-, que significa «doblar», de donde se originó kambo, en celta «curvo», y que ha dado en español palabras como «camba» y «cama», piezas curvas de la rueda y el arado respectivamente. Según esta interpretación, referida a varios lugares y cursos de agua en la provincia de León y el resto de España denominados Campo o compuestos con este término, el pueblo pudo haber tomado su nombre del que habría recibido la zona en la que se asentaba, debido a las curvas que presentaría el cauce del río Luna, sin mucha pendiente en ese tramo.
En el segundo, estaría relacionado con el término que los romanos utilizaban normalmente para denominar a un terreno llano, como lo es la llanura frente a la cual se levantaba la localidad. La palabra española «campo» deriva del término latino campus, que significa terreno llano, pero también campo de batalla. Con el significado de llanura cultivada lo utiliza Catón en su obra Sobre la agricultura, acepción hacia la que ha tendido a especializarse, desplazando a ager, y ocupando su lugar plana, para referirse a una llanura. En este sentido, el estudio de la diplomática de los reinos de Asturias y León revela que «campo» es un término muy poco frecuente. Suele aparecer en la mayoría de las ocasiones como toponímico y escasamente como apelativo. Así, para expresar el sentido que posee actualmente como terreno cultivado, en dicha documentación se utilizaban los términos ager y, más frecuentemente, terra, pero no campus.

## Historia

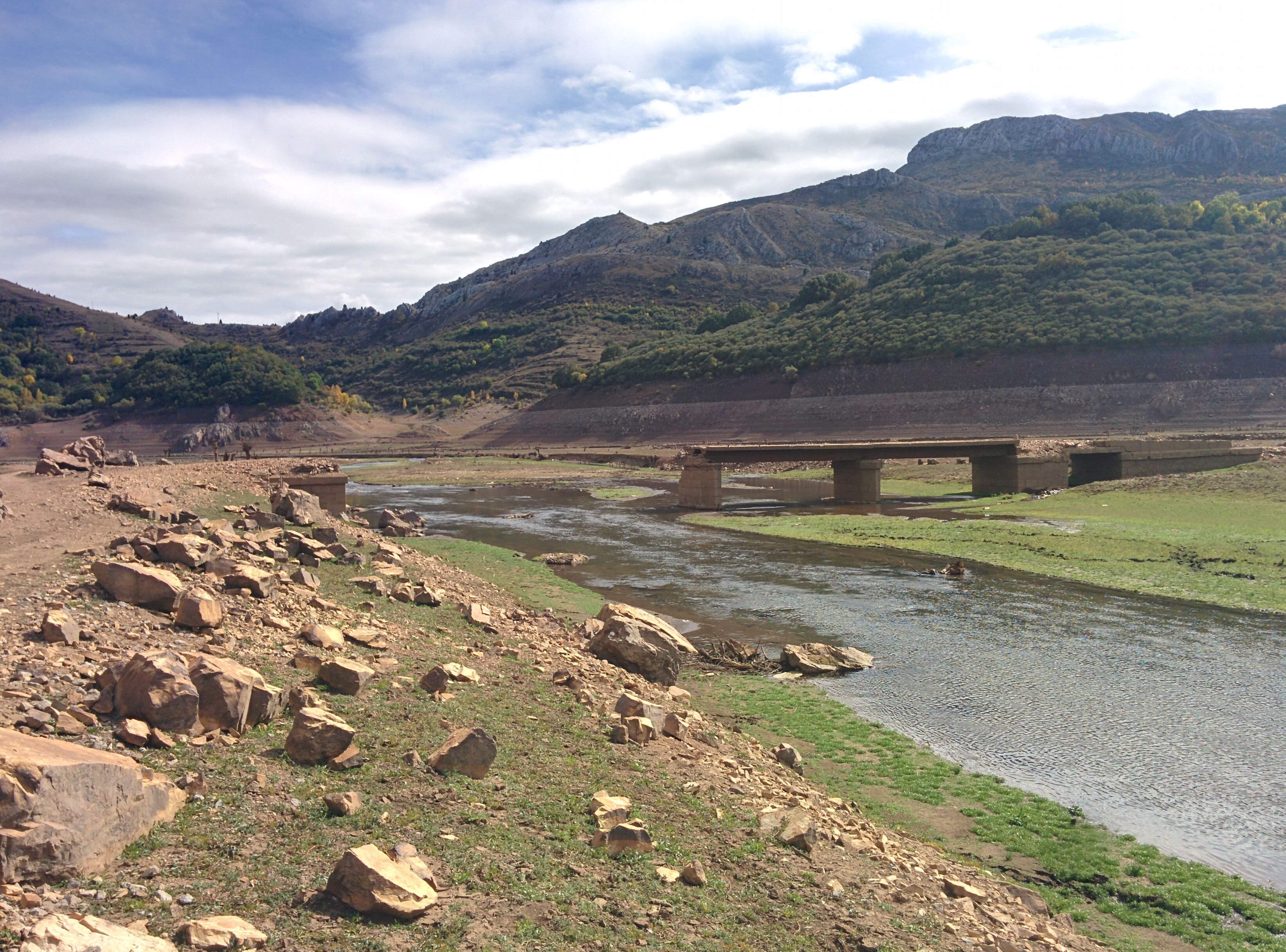
Río Luna durante la sequía de 2017

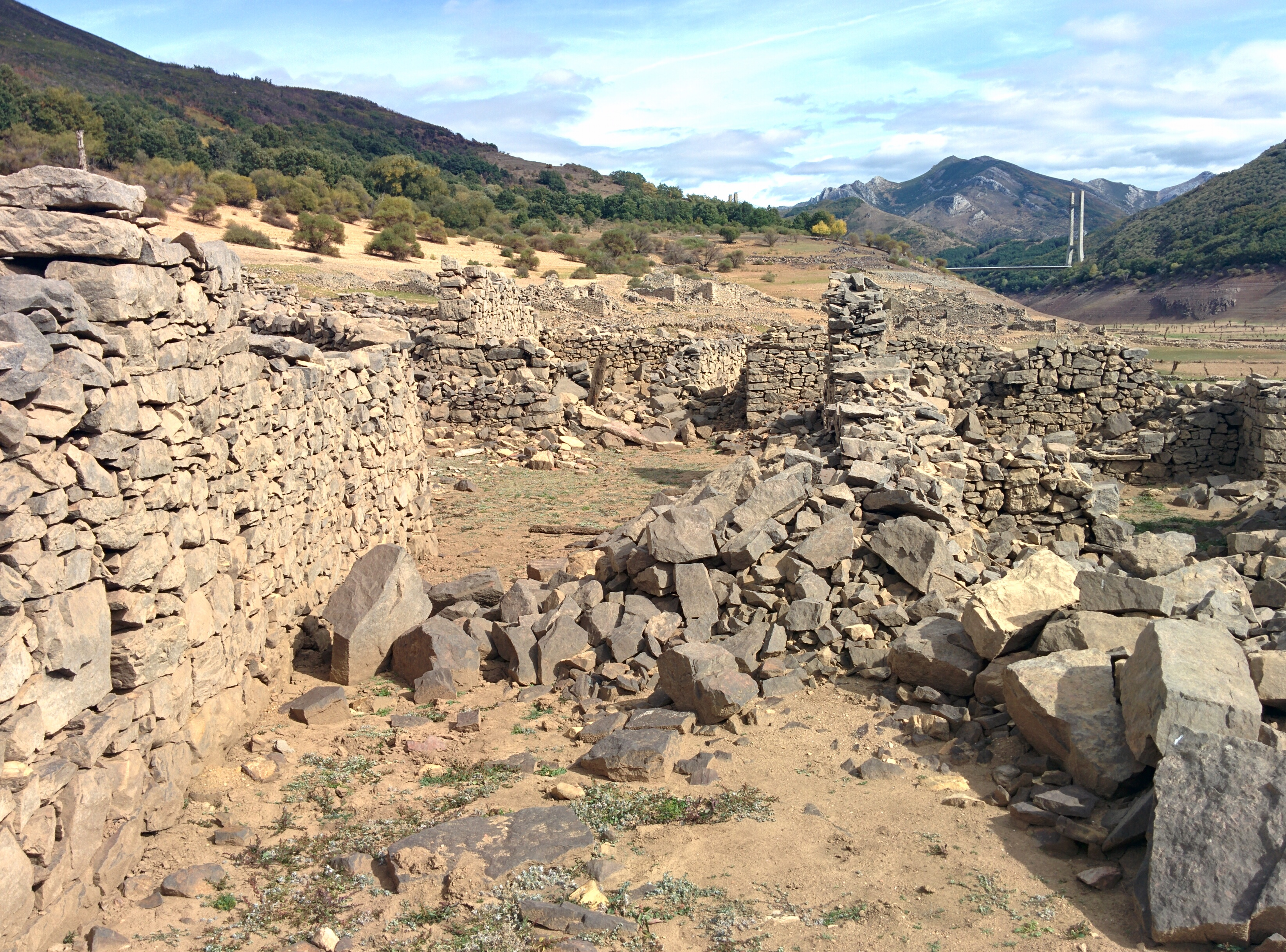
Ruinas durante la sequía de 2017

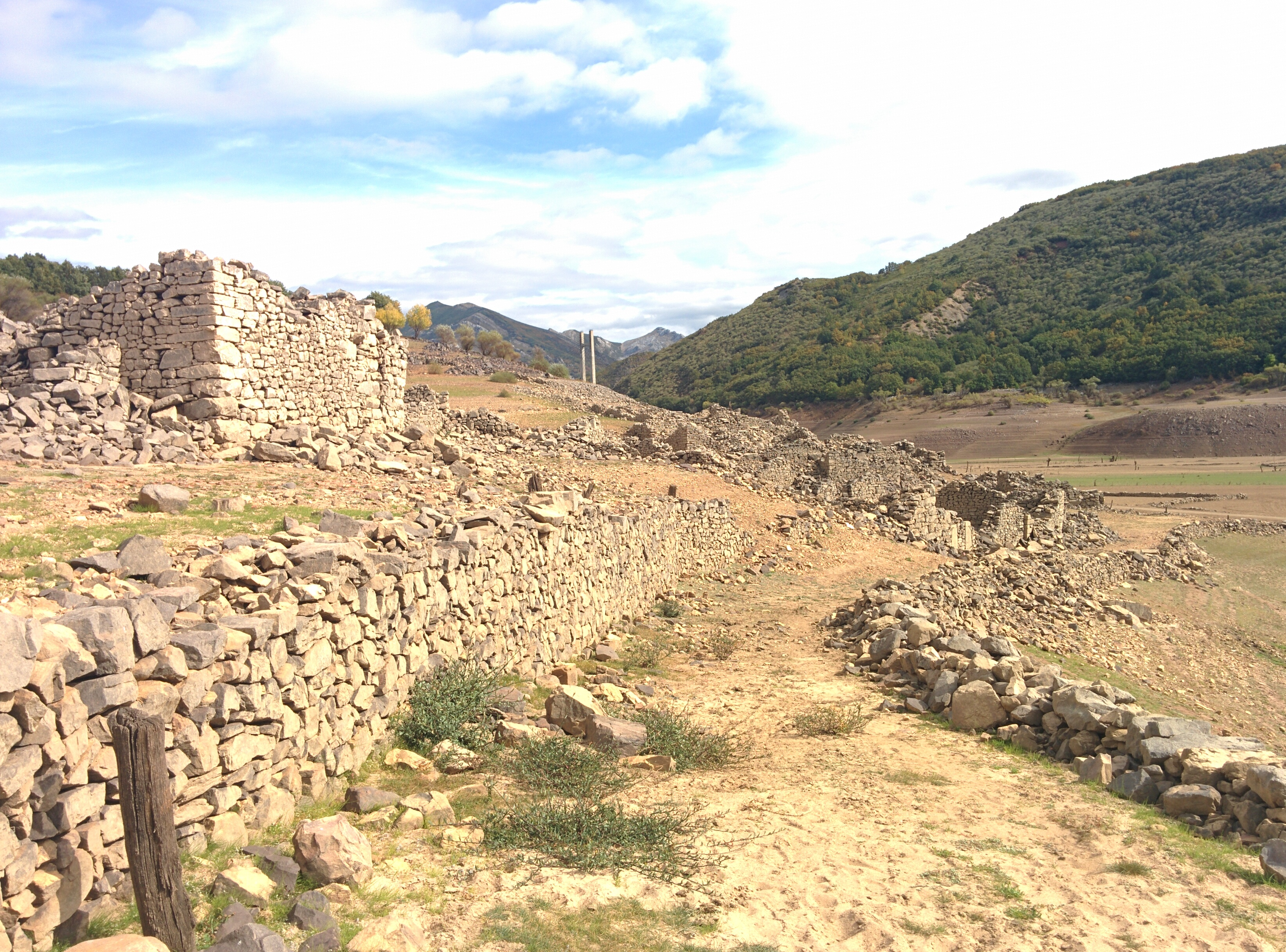
Ruinas durante la sequía de 2017

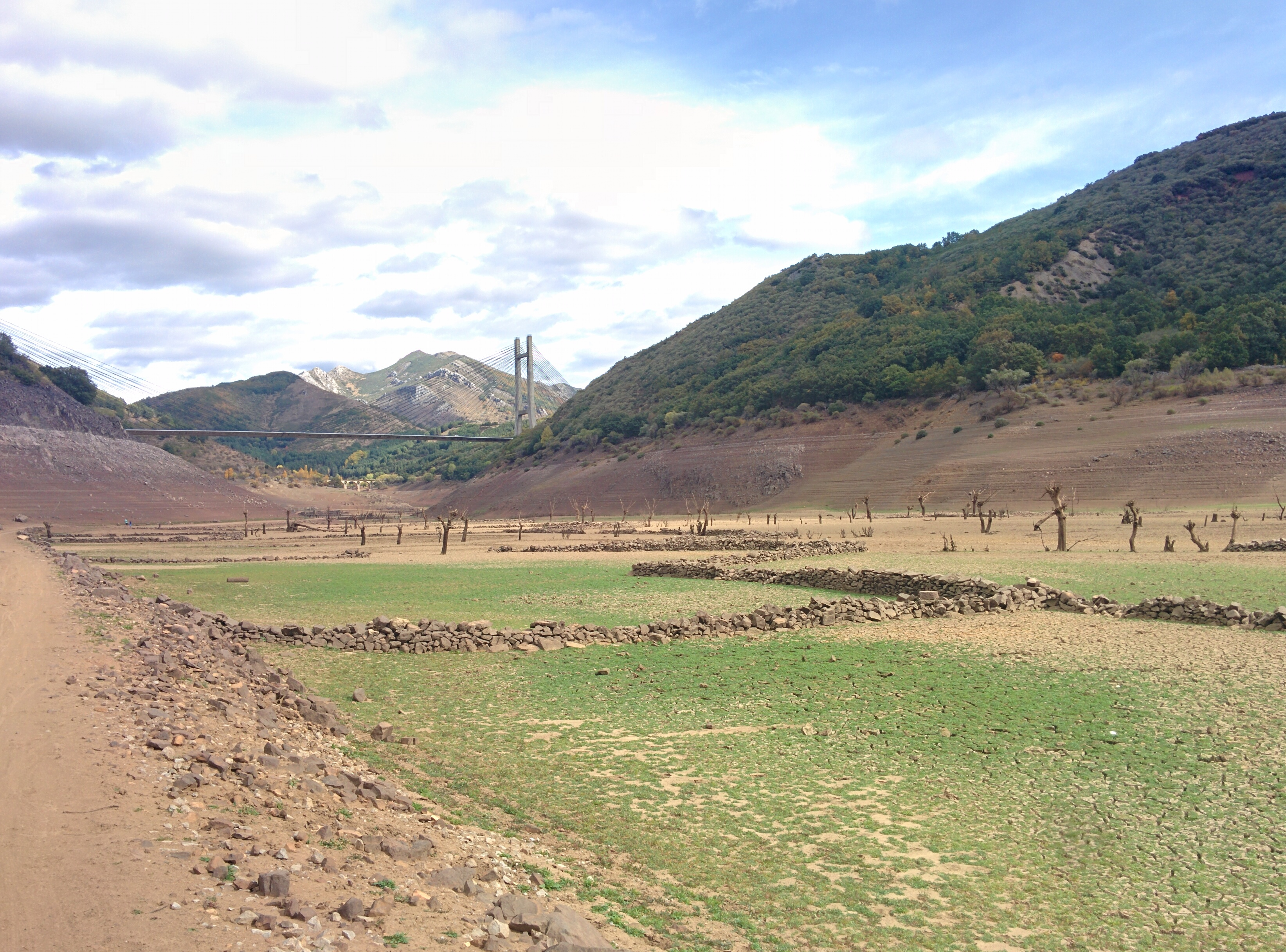
Antiguos campos durante la sequía de 2017

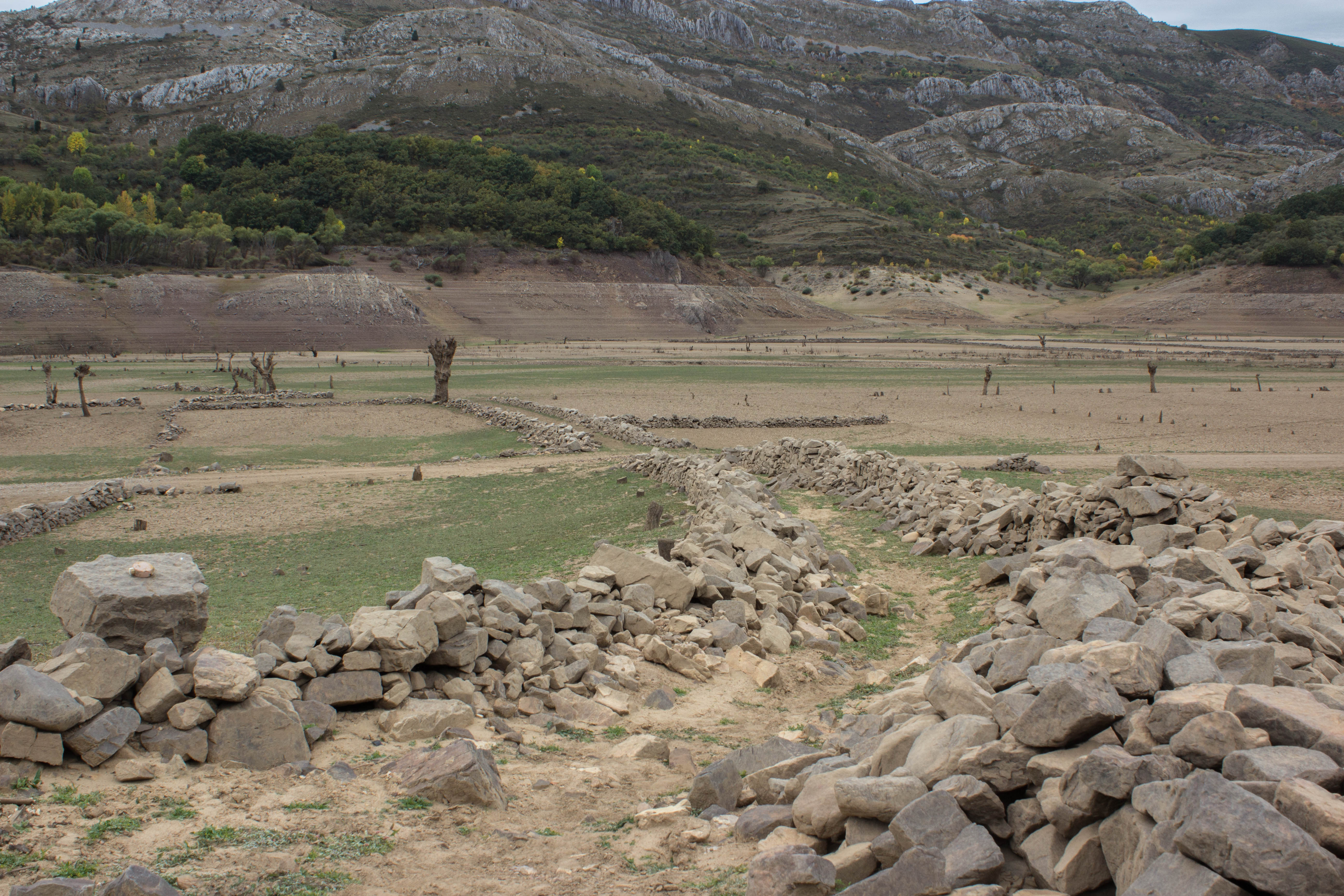
Antiguos campos durante la sequía de 2017

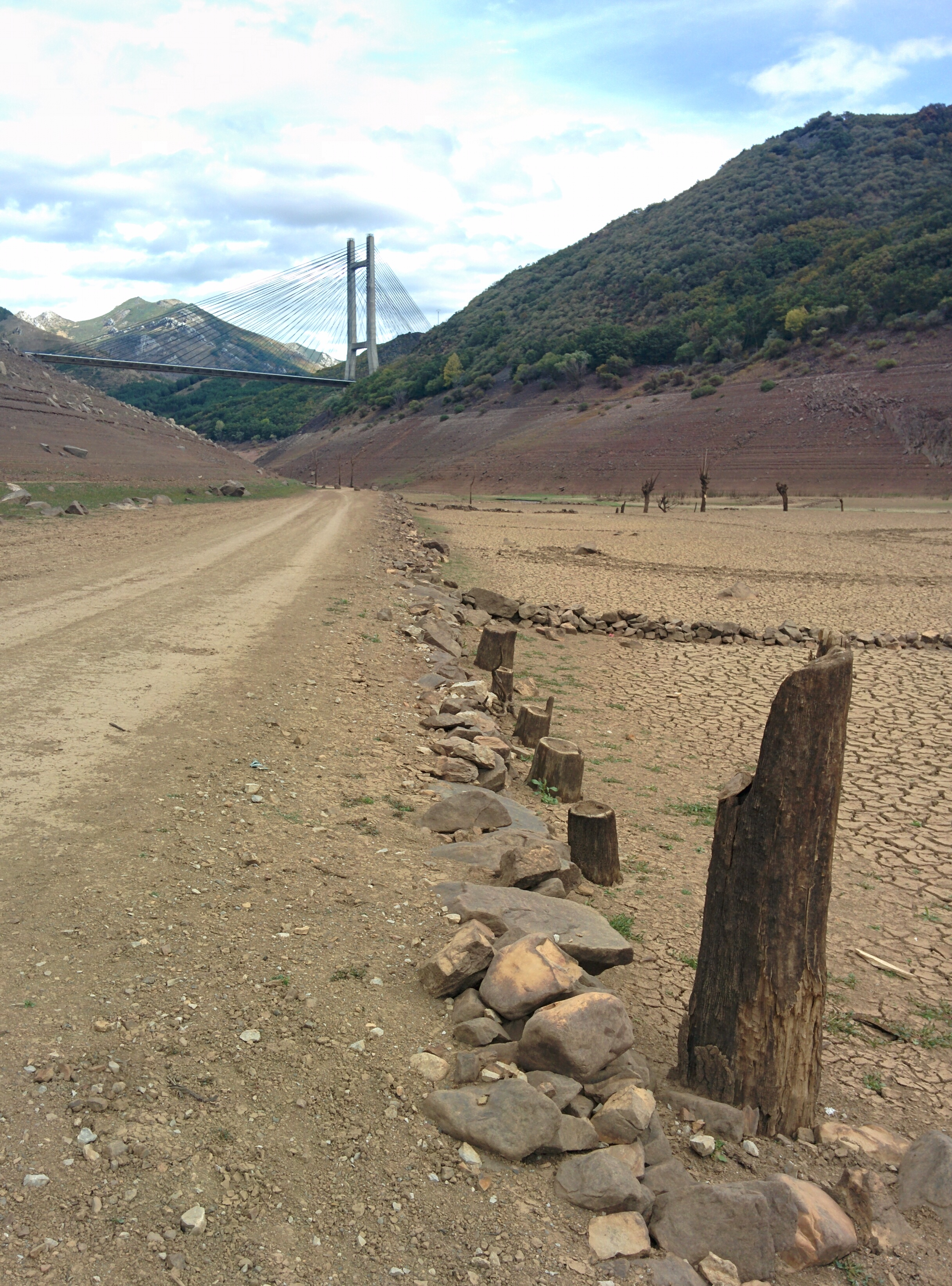
Antiguo camino durante la sequía de 2017

### Edad Media
Una de las primeras menciones de Campo de Luna se encuentra en un documento fechado en 1242 y perteneciente al archivo de Santa María de Arbas, que junto con otros similares dan noticia de varias localidades que se hallaban en aquella época bajo la jurisdicción del castillo de Luna. Con el paso del tiempo, Campo formó parte del concejo de Luna de Arriba, o de Suso, y perteneció al condado de Luna hasta la abolición de los señoríos jurisdiccionales, momento en que pasó a formar parte del Ayuntamiento de Láncara de Luna dentro de la reforma que transformó el sistema municipal español a partir de 1833.

### Edad Moderna

#### sigloXV
En la primera mitad del siglo XV, sus habitantes, como parte de dicho concejo y junto con los de Luna de Abajo, Paredes, Omaña, Trabesales, Lomba y Laciana, sostuvieron con Diego Fernández de Quiñones, merino mayor de Asturias, IV señor de Luna y abuelo del primer conde de Luna, un largo pleito por lo abusos que había cometido contra ellos, tanto en el cobro de tributos como por el hecho de obligarles a trabajar en la reparación de los castillos de Luna y Benal, que tenía bajo su jurisdicción, y que la justicia falló a favor de los Quiñones en este último caso. En 1435, todo el concejo, como también el de Luna de Abajo, o de Yuso, pagaba al señorío en concepto de yantar seis mil maravedíes al año.
Una muestra de las restricciones para cazar y pescar libremente a las que estaban sometidos tanto los vecinos de Campo como los del resto del concejo y los de otras posesiones del condado, como vasallos de un señorío nobiliario en la Baja Edad Media, la encontramos en una investigación realizada en el concejo de Luna de Arriba entre el 5 y el 17 de noviembre de 1496 por Arias Díaz, merino y alcaide del castillo de Luna, a petición del arrendador del río Luna, debido a la pesca furtiva de algunos vecinos. Descubiertos los culpables, se les impuso una multa de seiscientos maravedíes a cada uno, lo que suponía, la décima parte que debía pagar al año todo el concejo en concepto de yantar.

#### sigloXVIII
Los habitantes de Campo, como los del resto del concejo de Luna de Arriba, podían llevar su ganado a varios puertos de la cordillera para pastar, lo que fue origen de algunos pleitos con el conde de Luna. Uno de ellos se detalla en una ejecutoria, dictada por Carlos III en 1762 y custodiada en el Archivo Municipal de Barrios de Luna, en la que se reconoce al conde la propiedad de dichos terrenos, pero se especifica que los habitantes del concejo «pueden pastar sus ganados en ellos» entre determinadas zonas, de las que se hace mención expresa.
Algunos viajeros del siglo XVIII que anduvieron por la provincia dejaron noticia en sus diarios de su paso por Campo. Entre ellos, cabe destacar a Jovellanos, que pasó por Campo camino de la ciudad de León, de donde se dirigió luego a Villafranca del Bierzo, el miércoles 6 de junio de 1792, y volvió a hacerlo el martes 26 a su regreso, camino de Babia. Jovellanos nombra los pueblos que encuentra a su paso y comenta diversos aspectos de estos y del paisaje. En ambos viajes, al llegar a Campo (que llama Campos de Luna) cita también el puente sobre el río Luna que se encontraba a poco más de quinientos metros de Campo río arriba y que permitía, a los habitantes de la vecina localidad de Lagüelles, cruzar el río y acceder al camino que recorría el valle. Dicho puente era uno de los seis que había entre Los Barrios y Sena.
Campo de Luna en el Catastro de Ensenada

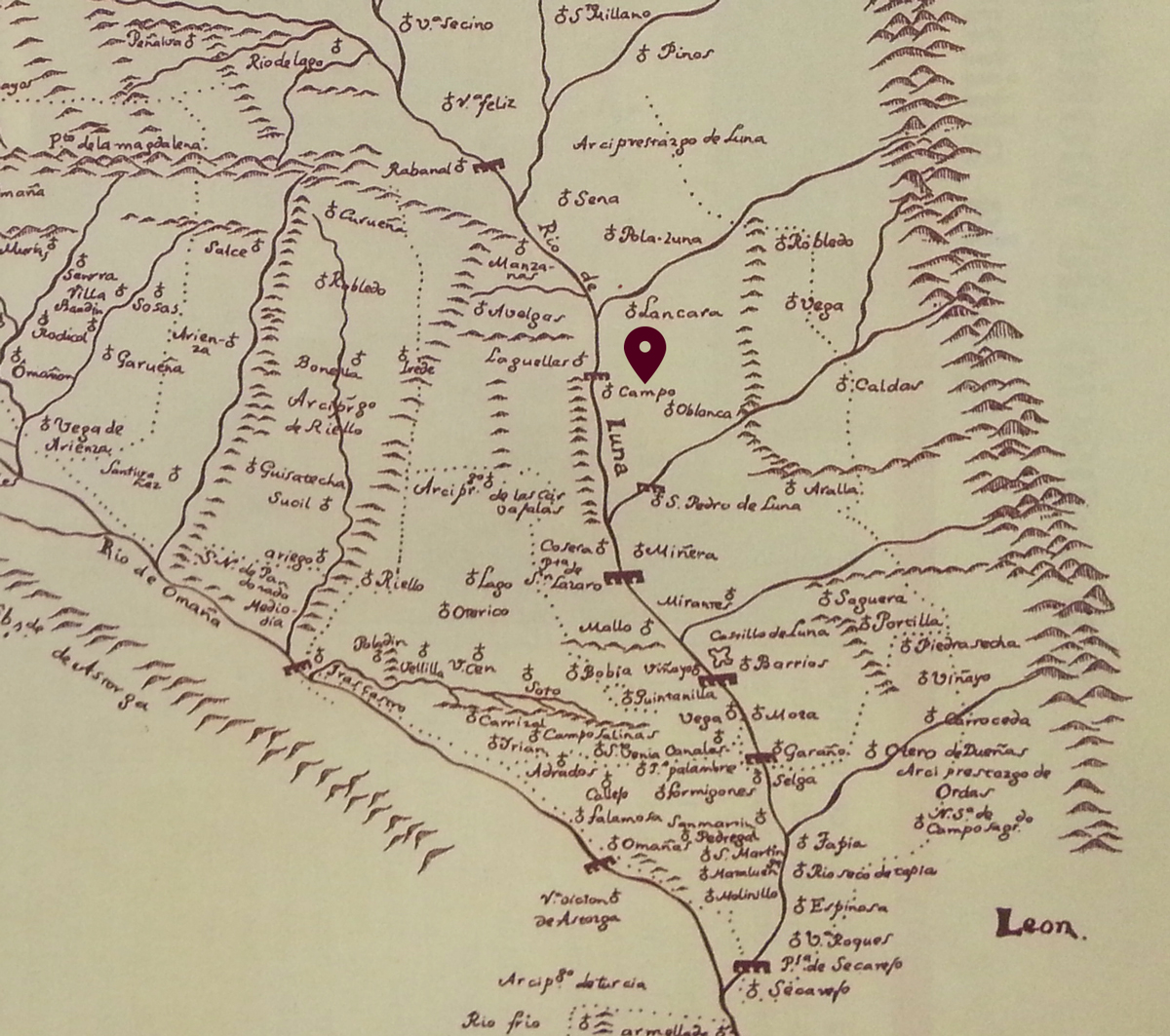
Campo de Luna en el mapa de la Montaña Occidental leonesa realizado por Tomás López en 1785

Por las respuestas generales al interrogatorio del Catastro de Ensenada, realizado en Campo el 23 de agosto de 1752, se sabe que la localidad tenía diez casas en buen estado y una arruinada, más otra que servía para guardar hierba, habitadas por «cinco vecinos y dos vecinas viudas», lo que da una población aproximada de unos treinta habitantes. Los vecinos indican que algunas medidas de uso frecuente solo se usaban en el momento de formalizar contratos, herencias, particiones, etc. Por lo demás, se medían los prados, por ejemplo, por «carros de hierba», teniendo en cuenta las calidades, pero sin mucha precisión. Como medida de capacidad era frecuente el uso del cuartal.
Cada vecino pagaba anualmente al condado de Luna un yantar de cuatro reales y diecisiete maravedíes, además de otros impuestos como el Voto de Santiago, por valor de siete cuartales de centeno, igual que el de las primicias, el diezmo y otros pagos al cura, como corderos, lana, manteca, hierba para forraje, un carro de hierba y cerdos. Por su parte, el gasto anual en velas de la iglesia parroquial ascendía a cuarenta reales. En cuanto al pago de la alcabala, los vecinos manifiestan que el cobro de esta lo lleva el conde de Luna, y que la cantidad anual suponía ciento diecisiete reales y treinta maravedíes. También se citan pagos por la fiesta del Corpus, cincuenta reales, y por la romería del Cristo celebrada el 14 de septiembre en Los Barrios de Luna, veinte maravedíes. Se indica también que no hay pobres de solemnidad ni jornaleros, y que si algún vecino tenía la necesidad de contratar a otras personas para ayudarle en las labores agrícolas (por ejemplo la siega) el jornal estipulado era de «dos reales y la comida, que son otros dos».
Los cereales cultivados eran el trigo y el centeno de secano, dejando la tierra un año en barbecho. Los prados de regadío producían dos cosechas anuales de hierba, que se utilizaba como forraje para el ganado, mientras que otros prados, que apenas se regaban, solo producían una cosecha, y los que eran de secano producían una cosecha anual y se dejaban en barbecho al año siguiente. Las zonas de monte y matorral próximas se utilizaban para pastos comunales de los ganados. No había en el término de Campo ninguna plantación de árboles frutales ni de otro tipo, más allá de los que cada vecino pudiera tener para su sustento. Se cosechaban trigo, centeno, hierba para pasto, arvejas y lentejas. El rendimiento no era muy alto. Así, un cuartal dedicado a trigo de secano de mediana calidad (unos once kilos y medio) producía cuatro cuartales en la tierra de buena calidad y dos en la de calidad inferior. En lo que respecta al centeno, un cuartal (unos diez kilos) producía cinco cuartales y medio en la tierra de buena calidad que había sido dejada un año en barbecho, mientras que rendía tres y medio en la de mediana calidad y solo dos en la de calidad inferior. El valor de estos productos, según las respuestas de los vecinos, era el siguiente: un carro de hierba valía doce reales, un cuartal de arvejas, cinco, lo mismo que uno de lentejas; uno de trigo, cuatro, mientras que el de centeno era el más barato, con solo tres reales.
El tipo de ganado que poseen es el habitual en esta zona: vacuno, caprino, ovino (lanar) y porcino (de cerda). Por cada ternero, se pagaban una media de dieciséis reales; por nueve libras de manteca, quince cuartos, quince reales y treinta maravedíes; un potro o potra, cincuenta reales; un cordero, ocho maravedíes; y dos libras y media de lana, dos reales y medio. El pescado lo obtenían del río, donde era posible arrendar al condado de Luna la explotación de determinadas zonas para pescar, pero sin mucho aprovechamiento.
Por último, cabe destacar que la localidad tenía un molino harinero de una sola piedra que utilizaba el agua del río Luna como fuerza motriz. Dicho molino se declara como propiedad común de Antonio Marinas, Mariana Arias y Pedro y Juan Prieto, vecinos de Campo, José García, vecino de Láncara, y Domingo Arias, vecino de Lagüelles, y su beneficio se estima en unos ciento sesenta reales al año. Además, se declara también la existencia de una docena de colmenas, propiedad individual de varios vecinos y vecinas del pueblo, cuyo beneficio anual era de unos cinco reales cada una.
Campo de Luna en el censo de Aranda
El Censo del conde de Aranda es considerado el primer censo moderno realizado en Europa, el primero propiamente dicho, ya que en él se enumeran personas y no vecinos. Abarcó todo el territorio nacional, a excepción de las tierras de las Órdenes militares. Se llevó a cabo entre 1768 y 1769, se organizó a través de los obispados y, por primera vez, se clasificó a la población por sexo y grandes grupos de edad.
En lo que respecta a Campo, se puede leer en la tabla que figura en la copia disponible de los datos del obispado de Oviedo, conservada en la Real Academia de la Historia y publicada actualmente por el INE, que su parroquia era denominada de San Pelayo y dependía de la vicaría de San Millán de los Caballeros, localidad perteneciente en lo religioso al obispado de Oviedo, pero en lo civil al corregimiento y a la provincia de León. El párroco era en ese momento Fernando Álvarez García, y fue él quien facilitó la relación de habitantes el 6 de noviembre de 1768. Según dicha relación, el número de habitantes era de 41, distribuidos por edad, sexo y estado civil de la manera siguiente: hasta los 7 años: 3 mujeres y 3 varones; entre 7 y 16 años: 1 mujer y 1 varón; entre 16 y 25 años: 7 mujeres y 1 varón; entre 25 y 40 años: 8 mujeres (3 de ellas casadas) y 6 varones (3 de ellos casados); entre 40 y 50 años: 4 mujeres (2 de ellas casadas) y 2 varones (1 de ellos casado) y, por último, los mayores de 50 años: 3 mujeres (1 de ellas casada) y 2 varones (1 de ellos casado). En total, residían en la localidad 26 mujeres y 15 varones. En dicha tabla se puede ver un sello moderno que dice: «Error en cifras», lo que probablemente no afecte a los datos tabulados, sino a la suma de estos que, en efecto, es errónea, pues figura anotado un total de 25 mujeres, en vez de las 26 que resultan de sumar los datos correctamente. Por la misma tabla se sabe también que no había en la localidad ninguna persona exenta de pagar impuestos por ser hidalgo, por Real Servicio, por Real Hacienda, por Cruzada o por Inquisición, es decir, que todos los habitantes de Campo eran lo que se conocía entonces como pecheros.

### Edad Contemporánea

#### sigloXIX
A comienzos de siglo, en el Diccionario geográfico-estadístico de España y Portugal publicado en Madrid entre 1826 y 1828 por Sebastián de Miñano, Campo figura todavía como una localidad de señorío, perteneciente al concejo de Luna de Arriba, con un alcalde ordinario y una población de «treinta y nueve habitantes (nueve vecinos)». Su producción agropecuaria estaba constituida entonces por granos, legumbres, lino, pastos y ganados.
Pocos años después, en 1836, la Diputación de León publica un breve nomenclátor de la provincia con el título de Arreglo provisional de ayuntamientos de la provincia de León dispuesto por la Diputación provincial. En su preámbulo se expone que no solo se ha creído conveniente realizar la designación de electores y elegidos, sino también recapitular las disposiciones legales aplicables en ese caso, «ya en el Código fundamental, ya en la ley de 28 de marzo de 1812, ya en su aclaración de 23 de marzo de 1821 y ya, en fin, en los demás decretos y órdenes expedidos en las dos épocas constitucionales». De esta manera, se diseñaba el nuevo mapa municipal de la provincia tras la abolición de los antiguos señoríos jurisdiccionales. Como resultado de ello, el Ayuntamiento de Láncara de Luna quedó encuadrado en el partido judicial de Murias de Paredes e inscrito con el número ciento veintiocho en un nomenclátor que recogía ciento ochenta y ocho municipios. De acuerdo con las leyes electorales de entonces, al ayuntamiento se le asignaron dos alcaldes, seis regidores, un procurador síndico y un número total de nueve electores, uno de los cuales correspondía a Campo y a Robledo de Caldas conjuntamente.
A mediados de siglo, el Diccionario Madoz describe Campo como un lugar de la provincia de León perteneciente al partido judicial de Murias de Paredes, a la Diócesis de Oviedo, a la Audiencia Territorial y a la Capitanía General de Valladolid, y al Ayuntamiento de Láncara de Luna. Sigue diciendo que estaba situado en la margen izquierda del río Luna y que su clima era saludable. Limitaba al norte con Láncara, al este con Oblanca, al sur con San Pedro de Luna o de los Borricos y al oeste con Lagüelles, con el que estaba comunicado por un camino que cruzaba el río por un pequeño puente. El terreno era medianamente fértil, en parte por los aluviones y las aguas del río. Los caminos eran entonces todos locales, sin pavimentar. Su producción agropecuaria estaba compuesta, principalmente, por cereales, legumbres, lino, pastos y ganado, además, los vecinos tenían acceso a cierta caza, sobre todo menor, y a la pesca de truchas, barbos, anguilas y otros peces que ofrecía el río.
Por su parte, entre 1881 y 1906, el Anuario del comercio, de la industria, de la magistratura y de la administración de Bailly-Baillière apenas aporta algún dato relevante sobre Campo. En sus páginas, la localidad es denominada aldea, de igual manera que otras del término municipal, como Robledo de Caldas, La Vega de Robledo o Rabanal, para distinguirlas de los lugares y las villas, y tan solo se reseña la distancia que la separaba de la capital del ayuntamiento (2,7 km). Cabe destacar que hasta el anuario de 1905 Campo recibe esa denominación, mientras que en el de 1906, el último en el que aparece, ya es denominado lugar, en vez de aldea, al tiempo que se indica que su población era entonces de cincuenta y tres habitantes.

#### sigloXX
El resultado de las elecciones del 16 de febrero de 1936 en el término municipal de Láncara dio una aplastante victoria a los candidatos de la coalición de derechas formada por la CEDA, el Partido Agrario y Renovación Española, con el 86,94 % de los votos. De los 1247 electores con derecho a voto según el censo de 1930, lo ejercieron 793 (59,26 %), y los candidatos más votados en el Ayuntamiento de Láncara de Luna en particular lo fueron también en el conjunto de la provincia. Al no producirse impugnaciones ni denuncias la elección fue considerada válida.
Habida cuenta la ideología política mayoritaria de sus habitantes, no resulta extraño que, según consta en la Causa General en León, entre el 16 de febrero y el 18 de julio de 1936, ni en Campo ni en ninguna otra localidad del término municipal se produjeran persecuciones contra individuos u organizaciones afectos a lo que luego sería el bando franquista, ni se produjeran atentados contra las iglesias, ni persecución religiosa, solapada o a las claras, de laicos o sacerdotes, ni ambiente hostil en forma de mofas o blasfemias, ni tampoco atentado alguno contra la propiedad individual, ni huelgas, ni sabotajes, ni imposiciones de los sindicatos, ni atentados de ningún otro tipo, ni ninguna otra forma de lucha social, ni tampoco se detuviese a ninguna autoridad ni se destituyese a funcionario alguno.
Campo de Luna durante la Guerra Civil
Como en el resto de España, el período más trágico y turbulento por el que atravesó Campo durante el siglo XX, excepción hecha de su desaparición, fue la Guerra Civil. La localidad quedó en la parte occidental del Frente Norte que iba de San Emiliano a Los Barrios de Luna, en poder de las tropas franquistas desde el inicio de la Guerra. Durante casi un año esta situación se mantuvo relativamente estable, no sin intentos por ambas partes de modificarla, hasta que entre los días 9 y 22 de septiembre de 1937 se produjo una ofensiva de las tropas franquistas, ordenada por el general Aranda para terminar con la presencia republicana en la zona. En concreto, fue la 81.ª División, al mando del coronel Salvador Múgica Buhigas, habilitado para general, la encargada de presentar batalla en dicho sector. Múgica dispuso sus tropas de norte a sur en tres columnas, entre Campo y Los Barrios, al mando, respectivamente, del teniente coronel Mansó, del comandante Gallego y del teniente coronel García Polo, mientras que las del coronel Gistau, con dos batallones al mando del comandante Orduña y el teniente coronel Sagardía, se disponían al oeste y al este del frente del sur, en torno a Otero de las Dueñas y Santiago de las Villas. La intención era conquistar todo el territorio hasta la carretera de Asturias y tomar el Puerto de Pajares. En torno al día 11 de septiembre cae el pueblo de Oblanca, y el 18, en medio de un fuerte temporal, las tropas del flanco izquierdo de Múgica ocupan Robledo de Caldas y Caldas de Luna, localidades situadas también al norte de Campo, lo cual aleja del pueblo varios kilómetros el frente de batalla.
Construcción del embalse y disolución de la localidad
Desde el siglo XVIII, y aun antes, existe en España el interés político por desarrollar y armonizar un conjunto de grandes obras públicas que permitan regular las cuencas fluviales y aprovechar así de manera más eficaz el agua. En este sentido, ya se mencionaba, dentro del Plan General de Canales de Riego y Pantanos de 1902, la conveniencia de realizar un embalse en el valle del río Luna.
En 1920, Ginés Navarro Martínez, vecino de Madrid —que falleció el 14 de junio de 1945, apenas iniciadas las obras del embalse—, solicitó derivar un caudal de 3500 litros por segundo del cauce del río Luna, en el lugar llamado «Rocas del túnel de San Pedro», en el término municipal de Los Barrios de Luna, para crear un salto de agua y obtener así energía hidroeléctrica. Para ello, presentó un proyecto en el que se exponía la construcción de una presa de mampostería de 6,90 m de altura sobre el río y un canal de derivación de 1211,38 m de longitud y 2,10 de sección para llevar de este modo el agua a dos grupos hidroeléctricos que aprovecharían un salto de 13,47 m, pero la obra no se llevó a cabo.
Años más tarde, durante el Directorio Civil de la Dictadura de Primo de Rivera y como parte del Plan Hidrológico Nacional diseñado por el ministro de Fomento Rafael Benjumea Burín con la creación de las Confederaciones Hidrográficas, la obra continuó siendo de interés preferente. Durante la República, el proyecto para la construcción del embalse de Barrios de Luna formó parte del Plan Nacional de Obras Públicas de 1933, enviado a las Cortes el 31 de mayo de ese año, cuando Indalecio Prieto era ministro de Obras Públicas, pero el proyecto no se llevó a cabo hasta pasada la Guerra Civil.
A finales de mayo de 1939, durante una visita que Franco realizó a León con motivo de la despedida de la Legión Cóndor, los representantes de la Cámara de Comercio le expusieron la necesidad de realizar cuanto antes una serie de obras prioritarias para la provincia. Estas eran las siguientes: la terminación del embalse de Villameca, la construcción del Canal del Bierzo, la construcción de una carretera que uniese las ciudades de León y Burgos y la construcción del embalse de Barrios de Luna. Se reclamaba la «rápida puesta en marcha de un ambicioso plan hidráulico con el que extender el regadío por amplias zonas de las comarcas del sur», y por ello se consideraba prioritaria la construcción del embalse en el valle del río Luna, proyectado años atrás. Estas y otras muchas razones venían exponiéndose con vehemencia en la prensa local desde antes de terminar la Guerra. Finalmente, el 7 de enero de 1945, se publicó el concurso de las obras, que fueron adjudicadas a Ginés Navarro Martínez, luego Ginés Navarro e Hijos, Construcciones, S.A., por Orden ministerial publicada en el BOE el 9 de febrero de 1945.
Cinco años antes, el caserío de Campo estaba compuesto por trece edificios, nueve de los cuales eran las viviendas en las que residían los cuarenta y un habitantes que tenía entonces la localidad. En julio de 1952, con las obras del embalse ya muy avanzadas, se publica en el BOE una relación de propietarios a quienes se procederá a expropiar inmuebles exteriores al embalse. En dicha relación, los titulares son agrupados por localidades bajo el epígrafe «Instancias de» seguido de la localidad correspondiente. Los que figuraban bajo el epígrafe «Instancias de Campo», y por tanto residían oficialmente en la localidad, eran entonces los siguientes: Alberto Álvarez Álvarez, Esperanza Rodríguez García, Felisa Ordóñez Meléndez, José Rodríguez García, Josefa Ordóñez Meléndez, Marcelino Rodríguez García, Nieves del Pozo Díez, Salomé Álvarez Fernández, Salomé Arias Ordóñez, Sergio Rodríguez García y Tomás Ordóñez.
De entre todas las localidades desaparecidas debido a la construcción del embalse, la expropiación de Campo supuso el menor desembolso económico para la Confederación Hidrográfica del Duero, debido a su pequeño número de habitantes y a la ausencia de una industria productiva. Su economía se basaba en el cultivo de tierras de secano y prados de regadío para el ganado. El único molino en pie se encontraba derruido con anterioridad, y las reducidas dimensiones de la iglesia parroquial, la más pequeña de todas las afectadas por el embalse, no originaron grandes beneficios por las indemnizaciones. Ante esta situación, la Junta Vecinal, en reunión conjunta, decidió aprovechar la venta de todos los materiales posibles para aumentar el dinero de las expropiaciones, especialmente los de carácter público, como la escuela y la iglesia parroquial. La decisión de la venta del resto de edificios fue opcional, a diferencia de lo que decidieron los vecinos de Oblanca y Láncara, por ejemplo, razón por la que aún pueden verse los restos estructurales de algunas casas de la localidad cuando desciende el nivel del agua durante el estiaje.
Para evitar que las obras se demorasen más tiempo del estrictamente necesario, y ante la necesidad de poner cuanto antes en servicio los regadíos y el aprovechamiento hidroeléctrico generado por el embalse, el 7 de febrero de 1954 se publica en el BOE un decreto, del 29 de enero, en el que se declaran «de reconocida urgencia, a los efectos que se determinan, las obras e instalaciones del pantano de Barrios de Luna y las demás de sus aprovechamientos para riegos y producción de energía eléctrica». Poco más de dos años después, el embalse de Barrios de Luna fue inaugurado oficialmente por Franco el 24 de septiembre de 1956. Dos días antes, un extenso artículo publicado en Diario de León explica que «el pantano de Los Barrios de Luna, por su importancia y su coste, es la obra más grande realizada en la provincia en los últimos años», e indica que la cantidad total de los «pagos realizados a los propietarios de San Pedro, Campo, Láncara y Lagüelles asciende a más de treinta y nueve millones de pesetas» sobre un total de ciento setenta y cinco que se pagaron en concepto de indemnizaciones. Para entonces, Campo se encontraba ya bajo las aguas desde finales del año anterior. Al desaparecer físicamente, su disolución como entidad local fue autorizada el 7 de marzo de 1958 mediante un decreto publicado en el BOE el día 25 de ese mes.

#### sigloXXI
Durante la sequía de 2017 la mayor parte del valle del río Luna permaneció seco durante meses, lo que permitió transitar por él e hizo posible acceder sin problemas a las ruinas de varias de las localidades que desaparecieron bajo las aguas del embalse de Barrios de Luna en 1956.
La decisión de vender los materiales estructurales de los edificios particulares fue opcional en el caso de Campo, a diferencia de lo que decidieron las juntas vecinales de otros pueblos —Oblanca y Láncara, por ejemplo—. Este hecho permitió que, en 2017, se pudieran documentar en su totalidad los restos de la mayor parte de las construcciones de la localidad y de las lindes de sus tierras.

Ruinas de Campo de Luna durante la sequía de 2017
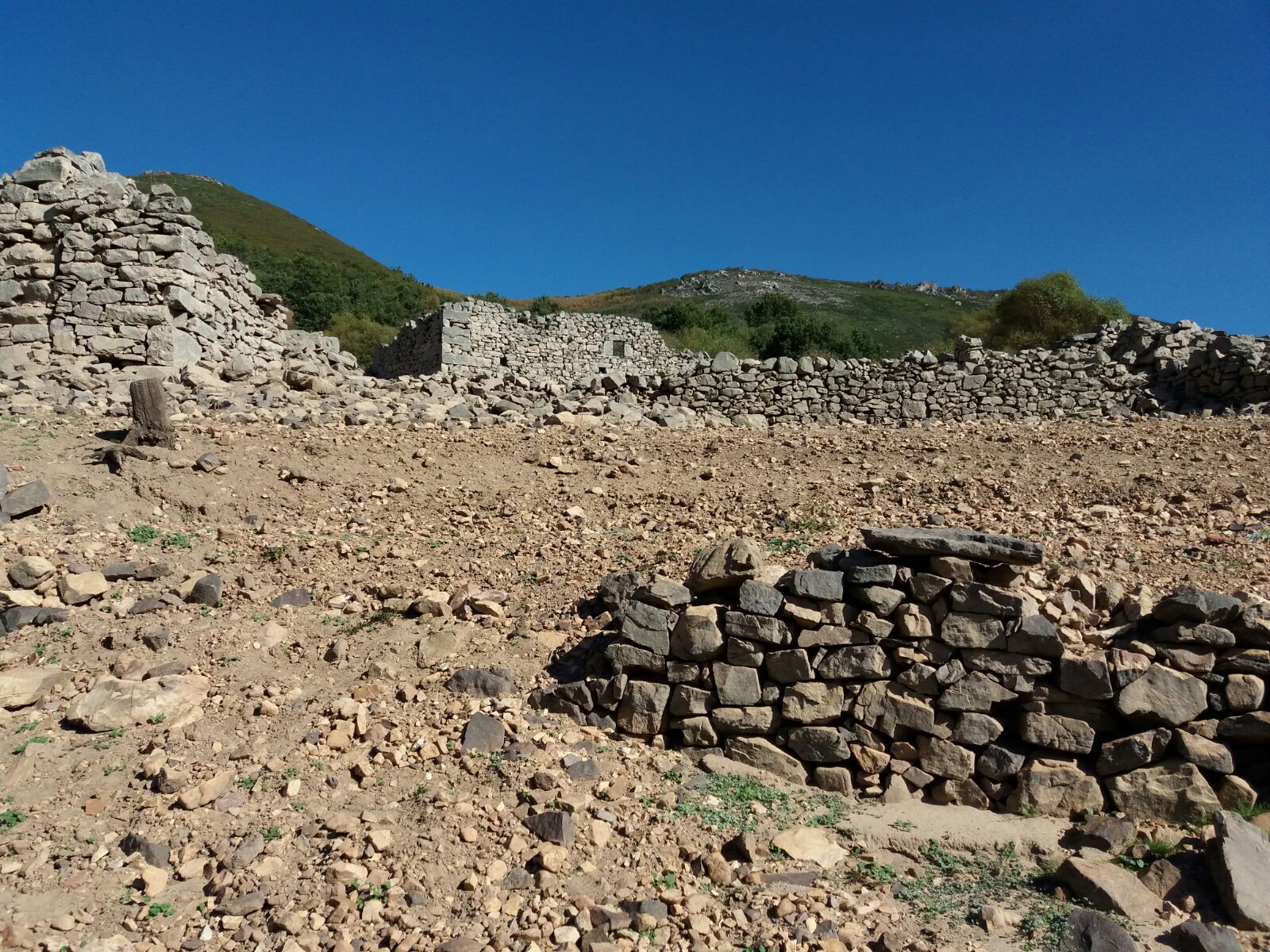
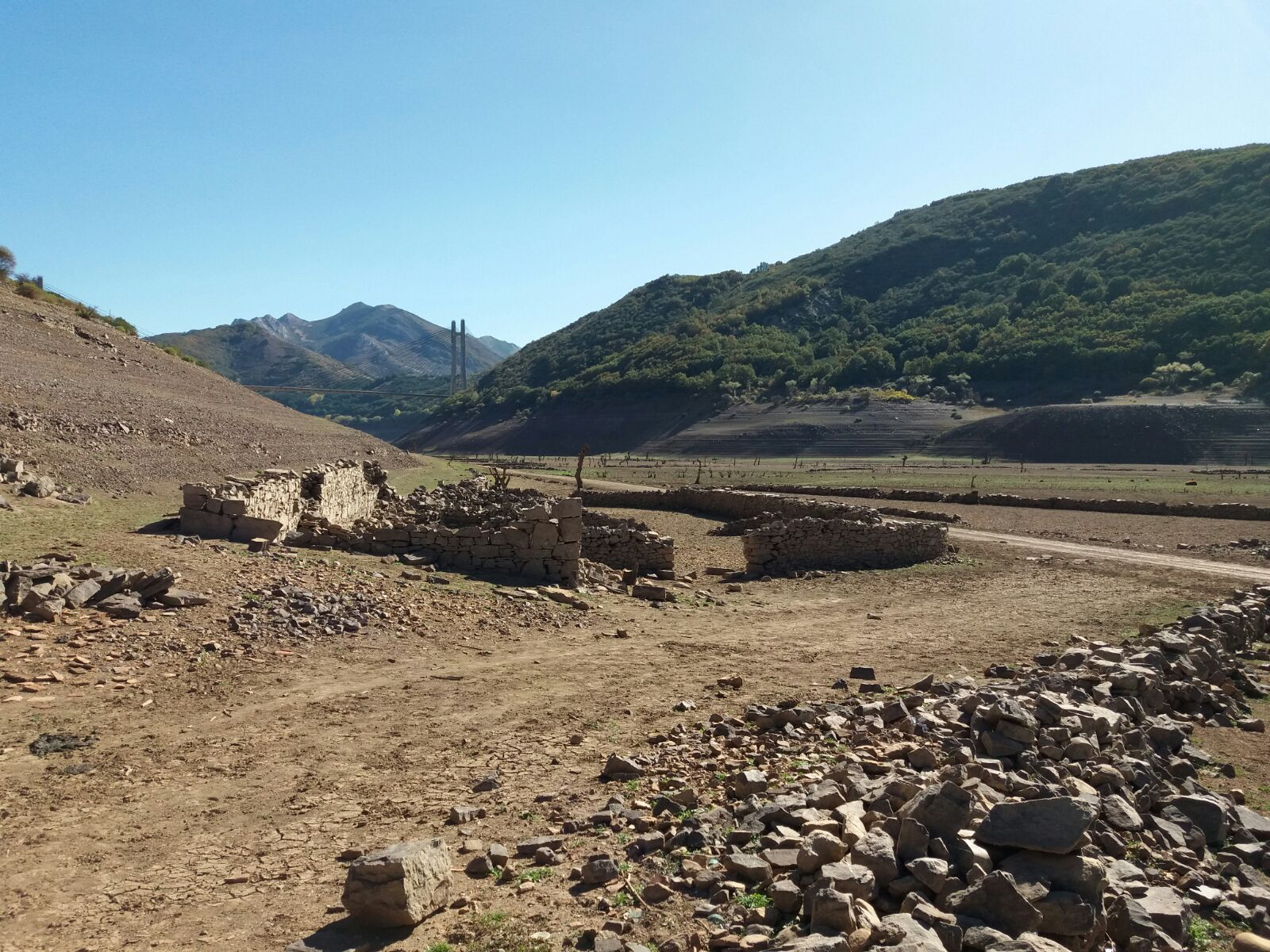
Parte de las ruinas de Campo con el puente Ingeniero Carlos Fernández Casado al fondo
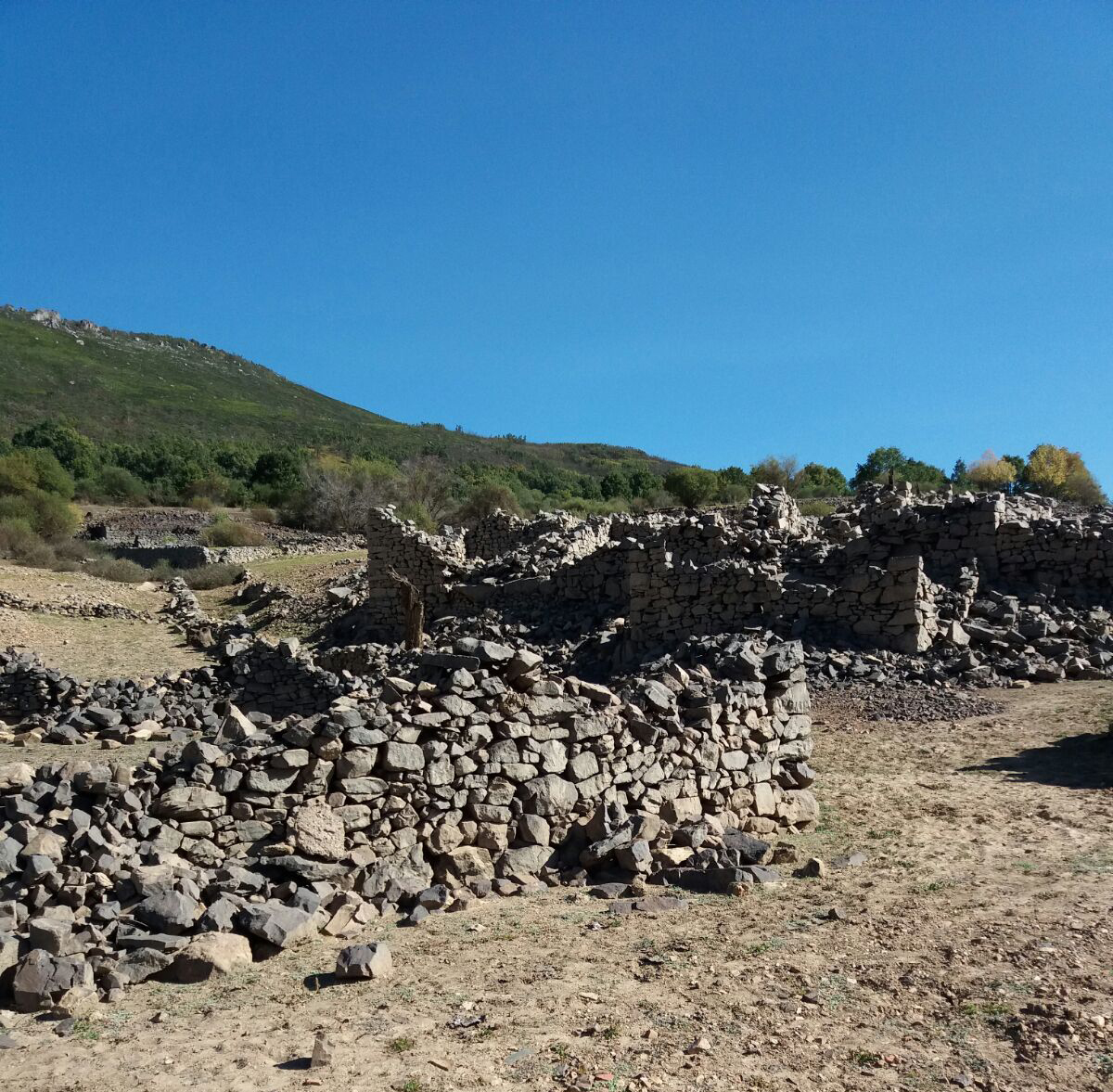
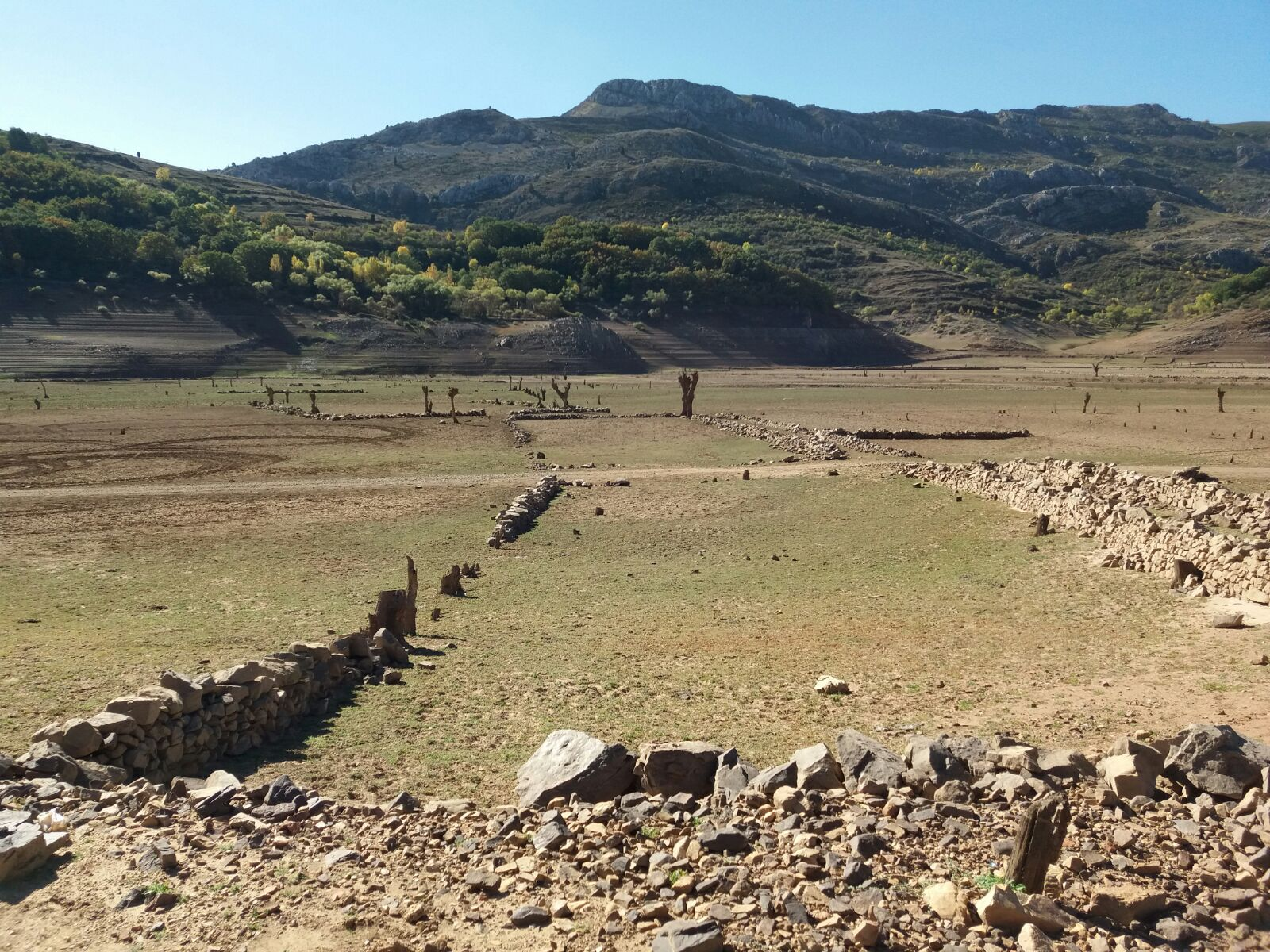
Vista parcial del valle de Luna tomada desde Campo en la que pueden verse las lindes de algunas de sus tierras
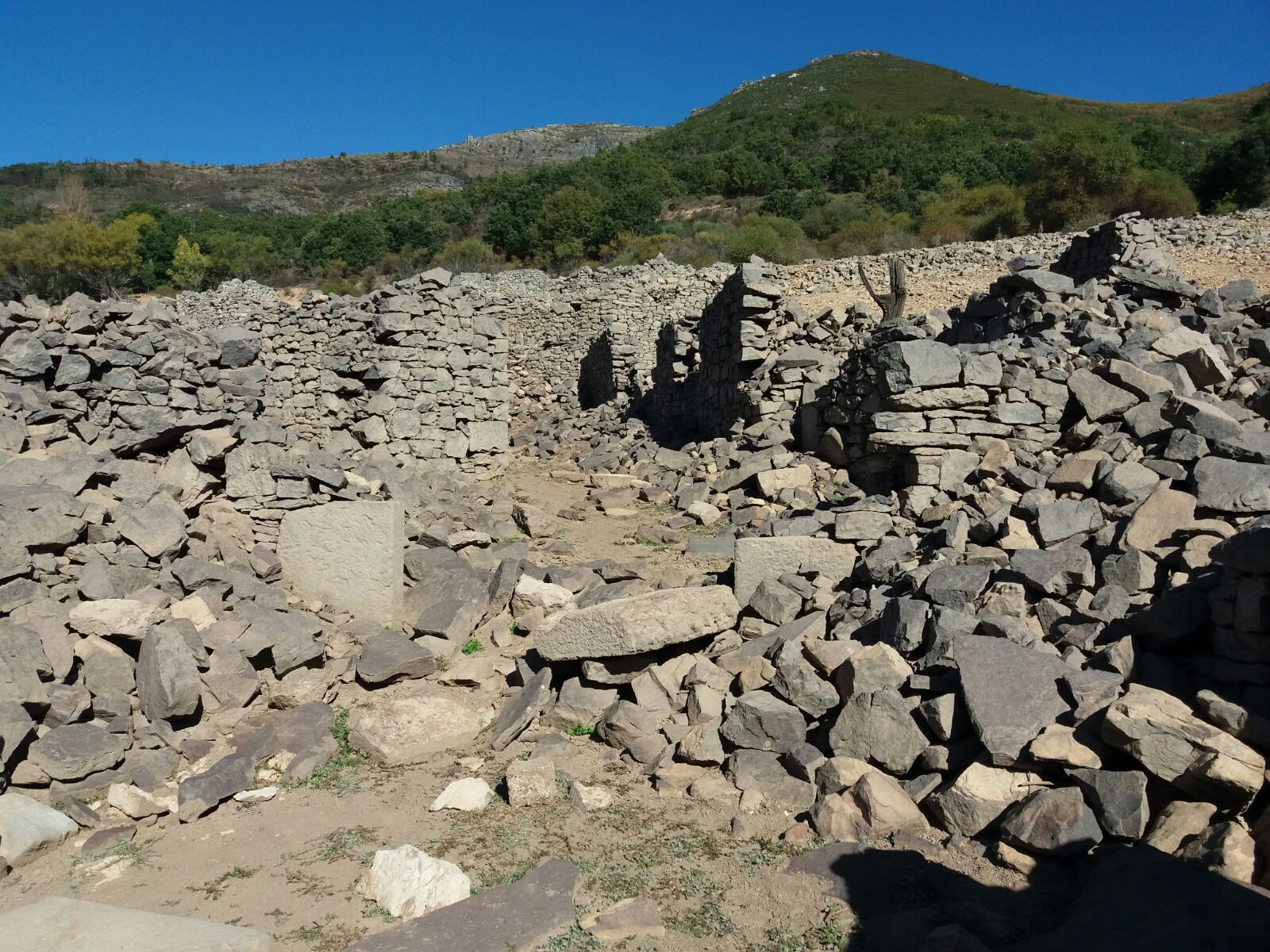

## Demografía
En el Catastro de Ensenada figura que Campo estaba habitado entonces (agosto de 1752) por «cinco vecinos y dos vecinas viudas», lo que da una población en torno a los treinta habitantes. Unos años más tarde, en 1768, la población era de cuarenta y un habitantes, según el Censo del conde de Aranda. En el siglo XIX, el Diccionario geográfico-estadístico de España y Portugal, publicado en Madrid entre 1826 y 1828 por Sebastián de Miñano, recoge para Campo «una población de treinta y nueve habitantes (nueve vecinos)» en 1826. Ochenta años más tarde, en 1906, el Anuario del comercio, de la industria, de la magistratura y de la administración de Bailly-Baillière indica que su población era entonces de cincuenta y tres habitantes, pero no es hasta la aparición de los nomenclátores estadísticos cuando podemos saber con exactitud la población real de la localidad. No obstante, del estudio de todos estos datos se desprende que, entre las localidades que formaron el antiguo Ayuntamiento de Láncara de Luna, Campo siempre fue una de las que contó con menor número de habitantes, y que la media de su población, entre los casi doscientos años que van de 1768 a 1950, fue de 44,5 habitantes.
| 1768 | 1826 | 1857 | 1877 | 1900 | 1906 | 1910 | 1920 | 1930 | 1940 | 1950 |
| 41   | 39   | 26   | 71   | 44   | 53   | 49   | 30   | 51   | 41   | 45   |

## Servicios

### Comunicaciones
Apenas se abrió de nuevo a la circulación la carretera que comunicaba León con Villablino, tras ser pavimentada con macadán, Ángel Beltrán Álvarez, natural de Rioseco de Tapia, fundó en 1909 la empresa Autotransporte Beltrán, S.L. para explotar en exclusiva la concesión de la línea de transporte de viajeros entre León y Villablino por Piedrafita, a condición de llevar el correo diariamente, como era costumbre. Campo se beneficiaba tanto del transporte de viajeros regular (la parada más cercana se encontraba en Lagüelles) como de la entrega del correo, que era depositado en San Pedro. Anteriormente, había un servicio de diligencias, y por el Nuevo nomenclátor de la provincia de León, publicado en 1884, sabemos que en esa época la correspondencia dirigida a Campo se recibía en Láncara. En 1955, la empresa y la concesión fueron vendidas a la Empresa Fernández, que posteriormente pasaría a formar parte del grupo ALSA, que sigue gestionando dicha línea, la cual pasa por Omaña en sentido León-Villablino y por Luna en el contrario.

### Escuela
Como el resto de localidades del valle, Campo tenía una pequeña escuela mixta mantenida por la Junta Vecinal. Terminada la Guerra Civil, su maestro titular, Amaro Bardón Álvarez, fue depurado, al igual que otros del Ayuntamiento de Láncara de Luna: Manuel Álvarez García, de Sena de Luna; Regino Álvarez García, de Caldas; Mari Luz Álvarez Mallo, de Sena de Luna; Manuela Cordero Domínguez, de Lagüelles; Senén García Calzada, de Láncara; Baltasar González Morán, de Robledo de Caldas; Félix Otero Álvarez, de Abelgas y Julián Rodríguez Rodríguez, de Oblanca. Se le acusó de estar afiliado o ser militante de alguno de los siguientes partidos: Frente Popular, Unión Republicana, Izquierda Republicana, Partido Radical Socialista, Partido Comunista, Juventudes Socialistas o Federación Anarquista Ibérica, y de haber actuado como representante o vocal en las elecciones de febrero de 1936. También de ser deficiente como profesional y poco religioso. Mediante este método fueron depurados, entre las comarcas de Babia y de Luna, veinticinco docentes, lo que supuso el 2,71% del total provincial.
La propuesta de sanción por parte de la Comisión provincial, emitida por todos sus miembros, fue la suspensión de empleo y sueldo durante un año, mientras que la propuesta de la Comisión Superior Dictaminadora fue la «suspensión de empleo y sueldo durante ocho meses y la inhabilitación para el ejercicio de cargos directivos y de confianza en instituciones culturales y de enseñanza», pena a la que, finalmente, se le condenó. Cumplida esta, se reincorporó a su trabajo. El 10 de agosto de 1940 su nombre aparece en el Boletín Oficial de la provincia de León junto al de otros beneficiarios de licencias de pesca, permiso que le había sido concedido el 22 de mayo de ese año. En dicha relación figura como vecino de Campo, de cuarenta años de edad y maestro de profesión. El 20 de marzo de 1954 se publicó una orden ministerial en el BOE por la cual se le otorgó el ascenso «a la categoría cuarta del Escalafón General del Magisterio Nacional Primario, con un sueldo anual de 17 000 pesetas, más dos mensualidades extraordinarias», junto a otros «3750 maestros y 3750 maestras que se relacionan» en dicha orden.

### Suministro eléctrico

Hoja Topográfica 0102 Los Barrios de Luna. Año 1944

La energía eléctrica consumida en Campo provenía de una «fábrica de electricidad» situada en Láncara que aprovechaba un pequeño salto de agua en el río Luna. Dicha fábrica suministraba energía a varias localidades del valle mediante una línea dividida en tres ramales. El primero y más corto, suministraba energía a la propia Láncara y a Pobladura; otro, hacia el oeste y hacia el norte, a la pequeña localidad de Arévalo, a Sena, donde había una subestación, y a Rabanal, y el último, en dirección sur, a Lagüelles y a Campo.

## Iglesia parroquial
En el siglo XVI, la iglesia de San Pelayo de Campo y la de San Cristóbal de Caldas eran anejas, es decir, compartían párroco, aunque cada una tenía su propia pila bautismal. Ambas formaban entonces parte del arciprestazgo de Luna de Arriba, del arcedianazgo de Babia y del obispado de Oviedo.
En el siglo XIX —a mediados—, el Diccionario Madoz dice que el templo era servido por un cura de ingreso y patronato laical, como otros del mismo ayuntamiento. Este tipo de patronato, común en el Antiguo Régimen, podía tener su origen en el patronato regio, en el patronato de la comunidad (el municipio u otros entes públicos reconocidos como tales) o en el patronato de personas o familias. Con la abolición de los señoríos durante el siglo XIX esta figura fue desapareciendo paulatinamente, por lo que el nombramiento de los párrocos y la completa administración de las parroquias pasó a depender de los obispados. Por su parte, en el Nuevo nomenclátor de la provincia de León, publicado por la Diputación de León en 1884 bajo la dirección de Juan Sáez de Parayuelo y Gallarza, se indica que la categoría de la parroquia era «rural de primera», y que su dotación, para clero y culto, era de 987,50 pesetas anuales, la misma que la recibida por las parroquias de Robledo de Caldas y Santa Eulalia de las Manzanas, y solo 25 pesetas más que la dotación de la parroquia de La Vega de Robledo. Por encima de estas cantidades estaban las asignadas al resto de las parroquias del ayuntamiento: desde las 1000 pesetas al año que recibía la de Abelgas hasta las 1287,50 con que contaban las de Oblanca y Pobladura. En el caso de Campo, la parte correspondiente al clero, es decir, el sueldo anual del párroco, era de 825 pesetas, según lo recogido en la Ordenación general de Pagos del Ministerio de Gracia y Justicia, publicada el 30 de septiembre de 1857, y el resto, 162,50 pesetas, se destinaban a sufragar los gastos generados por el culto. En el caso de que la parroquia careciese de titular y estuviese servida por un ecónomo, lo normal es que la asignación recibida por este fuese un tercio o la mitad de la recibida por el párroco titular. Por último, el 11 de abril de 1888, se dicta un Auto por el cual se lleva a cabo un «arreglo general de las parroquias» del obispado de Oviedo. Mediante dicho Auto, la diócesis ovetentese queda dividida en 78 arciprestazgos «en virtud de lo prevenido en el art. 1.º del citado Auto [...] y oído el parecer de las Juntas de Arciprestazgo, en cumplimiento de la Circular núm. 75, de fecha 6 de octubre de 1891». En lo que respecta a Campo, esta reorganización supuso la pérdida de su parroquia (no de su iglesia), como también le ocurrió a Cosera.
Ya en el siglo XX, el 27 de octubre de 1954, fueron modificados los límites de varias diócesis españolas mediante un decreto de la Sagrada Congregación Consistorial, según lo estipulado en el concordato de 1953. De esta forma, la iglesia de Campo, las del resto del arciprestazgo de Luna y otras muchas de la provincia (ciento sesenta y cinco parroquias en total) pasaron a formar parte de la diócesis de León, que desde entonces es sufragánea del arzobispado de Oviedo junto con las de Santander y Astorga. Dicho cambió apenas tuvo relevancia para la mayoría de las localidades del valle, pues casi todas desaparecieron bajo las aguas del embalse poco después, en 1956.
En lo que respecta a su estructura, la iglesia parroquial de Campo era un edificio sencillo, de ciento veinte metros cuadrados de superficie, planta rectangular con cabecera cuadrada y sin capillas adosadas. Se accedía a ella a través de un pórtico sustentado sobre las paredes laterales y situado en la fachada principal, orientada al sur. En la misma fachada y unida al templo se encontraba la sacristía, una pequeña pieza de planta cuadrada con un ventanuco abocinado. El presbiterio se hallaba al mismo nivel que la nave, y se diferenciaba de esta mediante unas pilastras adosadas con molduras bajo un gran arco de medio punto. La cubierta era de madera a dos aguas, excepto en la zona del presbiterio, en la que se alzaba una pequeña bóveda realizada con piedra toba. La luz natural entraba por la puerta y por una pequeña ventana abocinada situada en el muro sur del presbiterio. Enfrente de este, al fondo de la nave, se encontraba el coro, realizado en madera, al que se accedía por una escalera adosada. La torre, cuya altura máxima era de siete metros, estaba formada por una pequeña espadaña achaparrada con un solo cuerpo de campanas que albergaba una única pieza, fechada en 1861. Adosado a la fachada norte se hallaba el cementerio parroquial, cerrado con un muro de mampostería, al que se accedía por una puerta orientada al oeste. El templo había sido reformado en 1845.

## Gastronomía y etnografía
La gastronomía de Campo, como la del resto de la comarca, estaba compuesta por platos sencillos y pastoriles, como las migas, la caldereta de cordero, el frite, la fritada y la chanfaina, típicos también de Babia. Era habitual el caldo de arvejas, entre otras legumbres, y el cocido montañés. En cuanto a los platos de caza, cabe destacar la perdiz con arroz o patatas, y la sopa de trucha y las truchas fritas como forma de aprovechar la pesca que ofrecía el río Luna. En cuanto a los postres, se consumían los frisuelos, la regueifa, un tipo de pan dulce que solía ofrecerse a los invitados en las bodas, pero también con motivo de otras celebraciones, el brazo de gitano, típico asimismo de Babia, y la torta fuchada, «hecha con harina, azúcar y aceite, en finísimas capas superpuestas». Entre los derivados lácteos, como todo el valle de Luna era buena zona productora de mantequilla, en Campo se comían rebanadas de pan con mantequilla y azúcar, que recibían en el valle el nombre de churruchas. En cuanto a los embutidos, en Campo y en toda la comarca de Luna eran frecuentes, además de los chorizos y salchicones —hechos con la carne de mejor calidad—, las longanizas, que se hacían con las carnes de menor calidad y otros restos, tanto del cerdo como de la vaca. Además, como parte de la matanza se curaban los jamones y otras partes del cerdo para poder consumirlas el resto del año. También se sacrificaban vacas, cabras y ovejas, algunas de cuyas piezas se acecinaban para el mismo fin.
La patrona de Campo era santa Bárbara, cuya festividad es el 4 de diciembre, pero la fiesta del pueblo se celebraba el primer domingo de septiembre, para hacerla coincidir con el fin de las cosechas y poder así disfrutar de un tiempo más agradable que el de finales de otoño.
Tanto en las fiestas y romerías celebradas en Campo como en las del resto de los pueblos de la comarca, destacaban el baile chano, los bolos y las carreras de rosca entre los jóvenes. En este sentido merece especial mención Cándido Rodríguez, natural de Campo, uno de los más notables corredores de la comarca tras disputar cincuenta y dos carreras hasta alzarse con la victoria final en Aralla. Cándido era apodado Pegaso, pero su apelativo no hacía referencia al caballo alado de la mitología griega, sino a uno de los coches de carreras del entonces famoso marqués de Portago. Junto con otros corredores de San Pedro, Lagüelles y el propio Campo, formó el «equipo de los de arriba», gracias al cual alcanzó muchas victorias.
En lo que respecta a la tradición oral, José Luis Puerto recoge en su libro Leyendas de tradición oral en la provincia de León dos testimonios de Guadalupe Meléndez Álvarez, natural de Campo y vecina entonces (26 de enero de 2003) de la localidad leonesa de Villarroquel, en los que relata dos tradiciones orales de su pueblo. Una, común a otras localidades de la provincia, trata de explicar la razón de la esterilidad de las mulas, por lo sucedido según la tradición popular en el portal de Belén, de la manera siguiente:

Pues que la mula que no tiene descendencia porque no pare. La daba frío al Niño Jesús y le dijo el Niño Jesús:
—Pues ahora no tienes descendencia, tú no vas a parir.

La otra hace referencia a la conocida tradición de la Vieja del Monte, aunque en este caso dicha figura es sustituida por un ave, el cuco, que supuestamente hacía el pan que los padres llevaban a sus hijos cuando regresaban a casa tras las faenas en el campo o en el monte, y que no era otra cosa que el resto de lo que habían llevado por la mañana para comer tras el trabajo. A este respecto, Guadalupe cuenta lo siguiente:

Bueno, pues, cuando íbamos al monte, si llevábamos pan para casa, y salían los niños, decía:
—Ten, pan del cuco.
Y tos muy contentos, porque ¡llevábamos pan del cuco!

Ambas tradiciones orales son similares a las de otras localidades de la comarca y del resto de la provincia, y una muestra del rico patrimonio oral de sus habitantes, patrimonio que pasaba de padres a hijos no solo en los filandones, sino en el día a día.

## Homenaje de los pueblos del Páramo
El viernes 27 de marzo de 2015 se inauguró en la plaza principal de la localidad leonesa de Bustillo del Páramo un monumento diseñado por el arquitecto Pablo Santamaría en recuerdo y reconocimiento a los pueblos que se vieron afectados por la construcción del embalse de Barrios de Luna. Dicho monumento consta de un pequeño monolito de granito pulido con una placa conmemorativa en su parte superior y, al lado, dos paneles de acero corten de forma trapezoidal irregular fijados al suelo. En el panel de la izquierda figura la silueta del embalse y en el de la derecha el siguiente texto del escritor leonés Pedro García Trapiello:

Eterna gratitud a quienes dieron sus pueblos a morir bajo las aguas del pantano de Luna para que pudiera vivir una tierra paramesa condenada a la sed y la penuria. NOMBRADLES Y NO HABRÁN MUERTO.
Ayuntamiento de Los Barrios de Luna: Truva, La Canela, Mirantes, Mallo, Los Barrios de Luna, Ventas de Mallo, Miñera, Casasola, Cosera, El Molinón.

Ayuntamiento de Sena de Luna (antes Láncara de Luna): Santa Eulalia de las Manzanas, San Pedro, Oblanca, Lagüelles, Láncara, Arévalo, Campo.

En este listado falta Trabanco —un arrabal como Truva, o La Truva— perteneciente también a la localidad de Los Barrios de Luna, pero sí se incluye el complejo industrial de El Molinón, que pertenecía a Casasola y estaba compuesto por una serrería, un molino y una central eléctrica. Asimismo se mencionan localidades que no quedaron sumergidas por completo bajo las aguas del embalse pero sí se vieron afectadas de una u otra forma, como Arévalo, Mirantes y Santa Eulalia de las Manzanas, que terminaron por ser abandonadas y actualmente se hallan despobladas, y de localidades que si bien están habitadas en la actualidad, como Mallo y Los Barrios de Luna, vieron mermadas sus tierras de labor y perdieron alguna barriada por la construcción del embalse, como es el caso de las ya citadas Trabanco, Truva y Ventas de Mallo.
Una vez reunidos todos los asistentes, entre quienes estaban, además del alcalde Bustillo del Páramo, los de Sena de Luna y Barrios de Luna, se dio lectura a una moción aprobada en Pleno por el Ayuntamiento de Bustillo. En ella se dice que de esa forma se pretendía «reparar olvidos e injusticias, y proponer el público recuerdo, la memoria rediviva, el homenaje emocionado y la infinita gratitud a aquellas gentes, condenadas a la dispersión, que se vieron obligadas a salir de sus casas con carros cargados con sus vidas y sus pertenencias hacia un destino incierto». Además, se recordó que «las indemnizaciones que habían recibido por su impagable sacrificio fueron las de una España empobrecida y tacaña que nunca pagó la vida que dejaban atrás». Leída la moción, se hizo entrega a los alcaldes de Sena de Luna y Barrios de Luna de un cuadro con ella enmarcada como recuerdo.